# 크리스 하먼

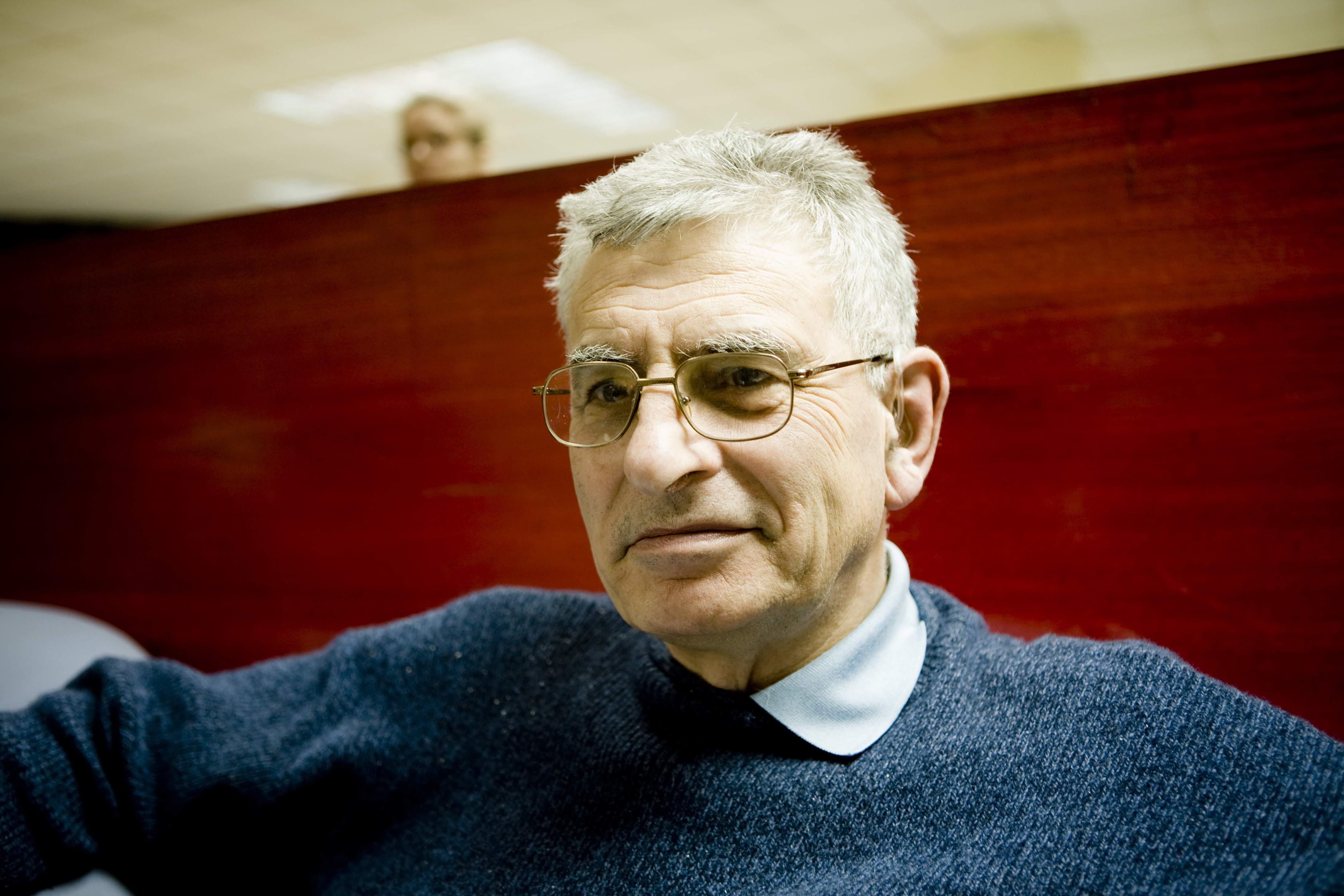

크리스 하먼(Chris Harman, 1942년 11월 8일 ~ 2009년 11월 7일)은 영국의 사회주의 정치 운동가이자 언론인이었다. 그는 영국 사회주의 노동자당 중앙위원이었으며, 주간지 《사회주의 노동자》(Socialist Worker), 계간지 《국제 사회주의》(International Socialism)의 편집자였다,

## 생애

### 학문연구
하먼은 노동자 계급 집안에서 태어나 리즈 대학교(Leeds University)를 다녔다. 거기서 그는 사회주의노동자당의 전신 격이라 할 수 있는 사회주의 평론 그룹(Socialist Review Group, SRG)에 가입했다. 이후 런던 정치경제대학교에서 랄프 밀리밴드(Ralph Miliband)의 지도를 받으며 박사 과정을 보냈다.

### 사회주의 운동
그는 런던 정치경제대학교 내 사회주의자 그룹의 출판물을 만들기도 했다. 1968년에는 SRG가 국제사회주의자(International Socialists)에 가입하면서 IS의 지도적 인물이 되었다.
당시 그는 베트남 연대 캠페인(Vietnam Solidarity Campaign)에 참여하고 있었다. 그러나 한 집회에서 호치민이 1945년 베트남의 트로츠키주의 운동을 탄압한 것을 비판한 이후 다른 좌파들의 분노를 사기도 했다.
그는 사회주의 노동자당(SWP)의 뛰어난 마르크스주의 이론가이기도 했다. 그는 책과 논문, 신문기사를 비롯해 수많은 글들을 통해 SWP의 이론적 기반을 튼튼히 하는데 일조하였다. 그의 작품 대부분은 SWP와 국제사회주의자 그룹에 관련된 출판사들에서 간행되었는데, 책갈피(Bookmarks) 사가 대표적이다. 하먼의 작품 중 68 혁명을 다룬 《세계를 뒤흔든 1968》은 RATM의 추천을 받기도 했다. 그들의 추천사는 'Evil Empire'의 음반 속지에 실려 있다.

### 죽음
2009년 11월 7일 카이로에서 열린 사회주의자 행사의 강연 도중에 심장 마비로 사망했다.

## 저서
다음은 한국어로 번역된 저서 목록이다. 괄호 안의 숫자는 원작의 발행 년도.
- 김형주 역, 《동유럽에서의 계급투쟁》, 갈무리, 1994(1988)
- 이원영 역, 《오늘의 세계경제》, 갈무리, 1994
- 김종원 역, 《마르크스주의와 공황론》, 풀무질, 1995
- 이원영 역, 《소련의 해체와 그 이후의 동유럽》, 갈무리, 1995
- 앨릭스 캘리니코스 등 공저, 이원영 역, 《현대 프랑스 철학의 성격논쟁》, 갈무리, 1995
- 에르네스트 만델 등 공저, 한석원 역, 《마르크스주의와 국가자본주의 논쟁》, 풀무질, 1995
- 배규식 역, 《쉽게 읽는 마르크스주의》, 북막스, 2001(1997)-맑스의 사상을 이야기체로 알기 쉽게 설명한 맑스주의 입문서.잉여노동,자본주의 사회는 자본이 지배하는 사회라는 자본주의 사회분석등을 설명하고 있음.
- 배일룡 역, 《민족문제의 재등장》, 책갈피, 2001(1992)
- 심인숙 역, 《신자유주의 경제학 비판》, 책갈피, 2001(1995)
- 앨릭스 캘리니코스 공저, 이원영 역, 《노동자 계급에게 안녕을 말할 때인가》, 책갈피, 2001(1987)
- 정영욱 역, 《저항의 세계화》, 북막스, 2002
- 이수현 역, 《세계를 뒤흔든 1968》(The Fire Last Time: 1968 And After), 책갈피, 2004(1988)
- 천경록 역, 《민중의 세계사》(A People's History of The World), 책갈피, 2004(1999)
- 임성윤 역, 《패배한 혁명: 독일 1918~1923》, 풀무질, 2007(1997)
- 이수현 역, 《새로운 제국주의론》, 책갈피, 2009
- 정성진 편, 정성진 등 공저, 《21세기 대공황과 마르크스주의》, 책갈피, 2009